# Herschel (Südafrika)
Herschel ist ein Dorf in der südafrikanischen Provinz Ostkap. Es liegt in der Gemeinde Senqu im Distrikt Joe Gqabi.
Der Ort liegt 19 Kilometer nördlich von Lady Grey, östlich von Aliwal North und in der Nähe der Grenze zu Lesotho. 2011 hatte er 2189 Einwohner. Er wurde 1879 gegründet und nach dem Astronomen Sir John Herschel benannt, der von 1834 bis 1838 in der Kapkolonie lebte. Bis 1994 lag es in einer Exklave des nominell unabhängigen Homelands Transkei.
Herschel liegt an der Straße R392, die Lady Grey mit Sterkspruit verbindet.

## Persönlichkeiten
- Zakes Mda (* 1948), südafrikanischer Autor und Dramatiker, wurde in Herschel geboren